# La teoría de la historia de Karl Marx: una defensa
La teoría de la historia de Karl Marx: una defensa (en inglés: Karl Marx's Theory of History: A Defence) es un libro de 1978 del filósofo Gerald A. Cohen, la culminación de sus intentos de reformular las doctrinas de alienación, explotación y materialismo histórico de Karl Marx. Cohen, que interpreta el marxismo como una teoría científica de la historia, aplica las técnicas de la filosofía analítica para dilucidar y defender la concepción materialista de la historia de Marx.
La obra por la que Cohen es más conocido, La teoría de la historia de Karl Marx, ayudó a establecer el marxismo analítico y recibió el premio en memoria de Isaac Deutscher. La interpretación de Cohen de Marx va en contra de la mayoría de las formas de marxismo del siglo XX, y ha sido criticada como una forma de determinismo tecnológico.

## Resumen
Cohen sostiene que el determinismo tecnológico del resumen que hace Marx de su ciencia de la historia en el prefacio de Una contribución a la crítica de la economía política define sus puntos de vista reales sobre el tema, un punto de vista con el que otros estudiosos no han estado de acuerdo. Defiende el determinismo tecnológico defendiendo dos tesis, a las que llama la "tesis del desarrollo" y la "tesis de la primacía". La tesis del desarrollo se basa en tres presuposiciones: que los seres humanos son "algo racionales", que su situación histórica es de escasez y que "poseen una inteligencia de un tipo y grado que les permite mejorar su situación". La existencia de escasez asegura una lucha por la supervivencia, la existencia de inteligencia asegura que se producirán innovaciones que reduzcan la escasez y la existencia de racionalidad asegura que habrá una tendencia a adoptarlas. Cohen busca establecer la tesis de la primacía argumentando que diferentes relaciones de producción tienen capacidades diferenciales para generar crecimiento en las fuerzas productivas en diferentes etapas de desarrollo.
Cohen propone que la explicación en la teoría de Marx es funcional, con lo que quiere decir aproximadamente que el carácter de lo que se explica está determinado por su efecto sobre lo que lo explica, de modo que "las relaciones de producción afectan profundamente las fuerzas productivas, y las superestructuras condicionan fuertemente los cimientos". La explicación funcional proporciona una manera de reconocer la influencia vital de la superestructura político-legal sobre la estructura económica, al mismo tiempo que se asigna primacía explicativa a esta última. Así, la superestructura estabiliza su base económica, pero en la otra dirección las relaciones económicas determinan el carácter de la superestructura, de modo que en este sentido la base económica es primaria y la superestructura secundaria. Precisamente porque la superestructura afecta fuertemente a la base, la base selecciona esa superestructura. La relación entre fuerzas y relaciones de producción también se explica funcionalmente: el nivel de desarrollo de las fuerzas productivas de la sociedad (es decir, los poderes tecnológicos de la sociedad, incluidas las herramientas, la maquinaria, las materias primas y la fuerza de trabajo) determina la estructura económica de la sociedad, en el sentido de que selecciona una estructura de relaciones económicas que tiende mejor a facilitar un mayor crecimiento tecnológico. Como dice Charles Taylor: "Estas dos direcciones de influencia están tan lejos de ser rivales que en realidad son complementarias. La explicación funcional requiere que el factor secundario tienda a tener un efecto causal sobre el primario, ya que este hecho disposicional es la característica clave de la explicación."

## Influencia y evaluación académica
La teoría de la historia de Karl Marx: una defensa ayudó a establecer el marxismo analítico como una escuela de pensamiento, y llegó a ser vista como un clásico. El libro fue elogiado por el historiador G.E.M. de Ste. Croix, y también fue elogiado por el politólogo David McLellan. Según el filósofo Peter Singer, Cohen, en contraste con algunas interpretaciones más hegelianas del pensamiento de Marx, "argumenta brillantemente a favor de una interpretación más anticuada del marxismo como teoría científica de la historia, una interpretación a menudo conocida – despectivamente – como 'determinismo tecnológico'."
El teórico político Norman Geras describió La teoría de la historia de Karl Marx como la principal discusión filosófica sobre la forma en que el carácter de los seres humanos en cualquier entorno depende de la naturaleza de las relaciones sociales predominantes. El filósofo conservador Roger Scruton, aunque encuentra impresionante el intento de Cohen de presentar el materialismo histórico como una hipótesis científica, afirma que muestra lo difícil que es desarrollar los conceptos necesarios. M. C. Howard y J. E. King señalan que las ideas de Cohen no han jugado ningún papel en el debate sobre el subdesarrollo. Esto les parece sorprendente, dada su relevancia. Creen que el análisis de Cohen es de mayor calidad que el de los principales protagonistas del debate, reforzando su visión crítica del trabajo de Paul Baran, Andre Gunder Frank e Immanuel Wallerstein.
El crítico Terry Eagleton, que entiende que Cohen defiende una teoría determinista en la que las fuerzas productivas producen automáticamente ciertas relaciones sociales, considera que La teoría de la historia de Karl Marx es una hábil defensa de una idea "equivocada".
Nicolas Vrousalis resume las críticas contra el determinismo de Cohen y concluye que el materialismo tecnológico requiere una clara distinción entre propiedades materiales y sociales, que la teoría de Cohen no proporciona. Por lo tanto, las fuerzas productivas no pueden distinguirse de las relaciones de producción en la forma que exige el determinismo tecnológico.